# Asamblea Provincial de Koshi
 La Asamblea Provincial de Koshi, también conocida como Koshi Pradesh Sabha (nepalí: कोशी प्रदेश सभा), es el parlamento unicameral de la provincia de Koshi, una de las siete provincias de Nepal. La asamblea tiene su sede en la capital provincial, Biratnagar, en el distrito de Morang, en la Oficina del Comité de Coordinación del Distrito. La asamblea tiene 93 miembros de los cuales 56 son elegidos mediante votación previa al cargo y 37 son elegidos mediante representación proporcional . Los parlamentarios son elegidos por un periodo de 5 años a menos que se disuelva antes.
Las funciones de la Asamblea Provincial es la supervisión parlamentaria o función de control, aprobar el presupuesto anual, legislar y formar el gobierno local.
La actual Primera Asamblea Provincial fue constituida en 2017, tras las elecciones provinciales de 2017. Las próximas elecciones tendrán lugar cuando finalice la legislatura de noviembre de 2022, en 2027. Actualmente, el Congreso Nepalí es el partido más grande de la alianza gobernante.

## Historia
La Asamblea Provincial de la Provincia No. 1 se formó en virtud del artículo 175 de la Constitución de Nepal de 2015, que garantiza una legislatura provincial para cada provincia del país. Las primeras elecciones provinciales se llevaron a cabo en las siete provincias de Nepal y en la provincia de Koshi se disputaban 93 escaños. Las primeras elecciones dieron la victoria para la alianza del CPN (Marxista-Leninista Unificado) y el CPN (Centro Maoísta), que más tarde formó un gobierno de coalición bajo el mando de Sher Dhan Rai del CPN (UML).La primera reunión de la asamblea provincial se celebró el 5 de febrero de 2018.
La segunda legislatura de la asamblea, elegida el 20 de noviembre de 2022, dio la victoria de nuevo al CPN (Marxista-Leninista Unificado), pero no logró obtener una mayoría suficiente para formar el gobierno provincial. Fue el Congreso Nepalí en coalición con el PCN (CM), el  PCN (Unificado Socialista) y el PSPN quien obtuvo una mayoría para formar gobierno, encabezada por Kedar Karki, del Congreso Nepalí.

## Legislaturas
| Año electoral | Asamblea     | Inicio de la legislatura | Fin de la legislatura | Portavoz               | Ministro en jefe   | Partido                    | Partido |
| ------------- | ------------ | ------------------------ | --------------------- | ---------------------- | ------------------ | -------------------------- | ------- |
| 2017          | 1ra Asamblea | 5 de febrero de 2018     | Septiembre 2022       | Pradeep Kumar Bhandari | Sher Dhan Rai      | CPN (UML)                  |         |
| 2017          | 1ra Asamblea | 5 de febrero de 2018     | Septiembre 2022       | Pradeep Kumar Bhandari | Bhim Acharya       | CPN (UML)                  |         |
| 2017          | 1ra Asamblea | 5 de febrero de 2018     | Septiembre 2022       | Pradeep Kumar Bhandari | Rajendra Kumar Rai | PCN (Socialista Unificado) |         |
| 2022          | 2da Asamblea | 1 de enero de 2023       | Vigente               | Baburam Gautam         | Hikmat Kumar Karki | CPN (UML)                  |         |
| 2022          | 2da Asamblea | 1 de enero de 2023       | Vigente               | Baburam Gautam         | Uddhav Thapa       | Congreso nepalí            |         |
| 2022          | 2da Asamblea | 1 de enero de 2023       | Vigente               | Vacante                | Hikmat Kumar Karki | CPN (UML)                  |         |
| 2022          | 2da Asamblea | 1 de enero de 2023       | Vigente               | Ambar Bahadur Bista    | Kedar Karki        | Congreso nepalí            |         |

## Comités
El artículo 195 de la Constitución de Nepal otorga a las asambleas provinciales el poder de formar comités especiales para gestionar los procedimientos de trabajo.
| N.º | Comité                                             |
| --- | -------------------------------------------------- |
| 1   | Justicia, Administración y Legislación             |
| 2   | Buen gobierno y planificación                      |
| 3   | Finanzas                                           |
| 4   | Cuentas Públicas                                   |
| 5   | Desarrollo Social                                  |
| 6   | Industria, Turismo y Medio Ambiente                |
| 7   | Recursos naturales y desarrollo de infraestructura |